# Eupithecia hilaris
Eupithecia hilaris là một loài bướm đêm trong họ Geometridae.